# 말 머리 성운
말머 리 성운(영어: Horsehead nebula, B33)은 오리온자리의 암흑 성운이다. 오리온의 벨트 가장 동쪽 별인 오리온자리 제타 알니탁 바로 아래에 위치한다. 지구로부터 약 1,500 광년 떨어져 있는 것으로 추측된다.크기는 대략 3.5광년 정도이다.
하늘에서 가장 알아보기 쉬운 성운 중 하나로, 말 머리 모양으로 유명하다. 1888년 윌리어미나 플레밍이 사진을 정리하다가 발견하였다.
뒤쪽의 발광 성운 IC434를 가리는 성운이다.